# Al treilea război anglo-neerlandez
Al treilea război anglo-neerlandez (în neerlandeză Derde Engelse Oorlog sau Derde Engelse Zeeoorlog, în engleză Third Dutch War) a fost un conflict militar între Regatul Angliei și Republica celor Șapte Provincii Unite ale Țărilor de Jos ce a avut loc între 1672 și 1674. El a făcut parte din Războiul Franco-Neerlandez. Marina Regală a Angliei a intrat în război de partea Franței, dar blocada sa asupra coastei neerlandeze a fost spartă prin patru victorii strategice ale amiralului Michiel de Ruyter, în Bătălia de la Solebay, Prima Bătălie de la Schooneveld, A doua Bătălie de la Schooneveld și Bătălia de la Texel. S-a făcut o tentativă de a transforma provincia Olanda în protectorat englez. Parlamentul Angliei, de teama că alianța cu Franța ar face parte dintr-un complot de catolicizare a Angliei, l-a obligat pe rege să renunțe la acest război costisitor și nefructuos.

## Pregătiri
Deși Anglia, Republica Neerlandeză și Suedia au semnat Tripla Alianță împotriva Franței în 1668 pentru a o împiedica să ocupe Țările de Jos Spaniole, Carol al II-lea al Angliei a semnat în secret Tratatul de la Dover cu Franța în 1670, angajându-se ca Anglia să se alăture lui Ludovic al XIV-lea al Franței într-o campanie de pedeapsă împotriva Provinciilor Unite. Fiind umilit personal de evenimentele Celui de-al Doilea Război Anglo-Neerlandez (1665-1667), mai ales de Raidul de pe Medway, Carol al II-lea s-a angajat în Tripla Alianță doar pentru a crea o ruptură între neerlandezi și francezi, care fuseseră până atunci aliați . În timp ce public a încercat să detensioneze relațiile dintre Franța și Republică, făcându-l pe ambasadorul William Temple să jure prietenie marelui pensionar Johan de Witt, el a plănuit în secret să îl inducă pe Ludovic să îi atace pe neerlandezi. Regelui englez i s-a promis ca după victoria franceză să fie răsplătit cu poziții strategice pe coastă care să intre în posesia Coroanei Angliei. Au fost notate explicit insula Walcheren, Cadzand și Sluys, dar Carol dorea și Brielle, Texel, Terschelling și Delfzijl, pentru a controla toate rutele maritime către principalele porturi neerlandeze, inclusiv Rotterdam și Amsterdam, ultimul fiind cel mai bogat oraș din Europa.
Carol al II-lea a sperat că atacul asupra Republicii poate începe din 1671, dar acesta a trebuit să fie amânat cu un an deoarece francezii au trebuit să încheie relații diplomatice sigure cu două principalități germane strategice: Episcopatul de Münster și Arhiepiscopatul de Colonia. În mod normal Țările de Jos Spaniole formau o barieră între Republică și Franța; pentru a cuceri orașele puternic fortificate din Flandra și sudul Republicii ar fi fost prea costisitor și prea încet pentru o campanie rapidă și decisivă. Împăratul german Leopold I a promis și el că nu va interveni în planurile franceze, cu condiția ca Țările de Jos Spaniole să nu fie atacate. Din aceste motive, Ludovic al XIV-lea și cei doi episcopi germani au căzut de acord ca armata franceză să avanseze prin teritoriul Episcopatului de Liège, o dependență a Coloniei care intersecta Țările de Jos Spaniole, și să atace prin surprindere Republica prin Est în partea neprotejată „mai moale” . În cele din urmă Münster și Colonia au decis să se alăture invaziei cu armatele proprii.
Carol al II-lea s-a folosit de această întârziere pentru a semăna râcă între facțiunea Orangistă din Republică, care dorea restaurarea la putere a Casei de Orania (reprezentată atunci de nepotul lui Carol, Wilhelm al III-lea de Orania) în funcția de  stadhouder, și facțiunea republicană a Statelor condusă de Johan de Witt. Când Wilhelm l-a vizitat pe Carol în noiembrie 1670 pentru a îndemna Casa Stuart să își plătească o parte din marile datorii față de Casa de Orania , Carol a vrut să își facă nepotul parte din conspirație și i-a promis să îl facă Prinț Suveran de Olanda, un stat marionetă, în schimbul colaborării cu forțele invadatoare. Dar și-a început eforturile de a-l recruta pe tânărul prinț prin a-l sfătui pe Wilhelm să devină romano-catolic, crezând că Catolicismul se potrivea cel mai bine monarhilor absolutiști. Wilhelm a reacționat îngrozit la propunerea lui Carol, care s-a convins că este mai bine să nu îi destăinuie Tratatul secret de la Dover. 
Intrigile lui Carol al II-lea au fost tulburate de nevoia ca Parlamentul să voteze suficiente fonduri pentru a echipa o flotă puternică. Anglia nu urma să își implice slaba armată; în afara unei brigade engleze sub Ducele de Monmouth care să se alăture armatei franceze, efortul său militar urma să fie făcut prin Marina Regală: să învingă flota neerlandeză și să blocheze coasta neerlandeză. Carol primea subsidii considerabile de la Ludovic, aproximativ £225.000 pe an, dar a preferat să le cheltuiască pe luxul curții sale. De altfel, pentru că tratatul cu Franța era secret, nu putea direcționa aceste subsidii către flotă. În vreme ce în 1664 țara era „nebună după război” (după cum spune Samuel Pepys), în 1671 majoritatea englezilor au început să își piardă speranța că vor putea vreodată „să îi bată pe neerlandezi” și exista o rezistență considerabilă împotriva taxelor suplimentare. Astfel că, pentru a furniza bani pe scurt timp, Carol a repudiat la 2 ianuarie 1672 datoriile Coroanei prin Marele Stop al Eșecherului, care i-a adus un câștig de  £1.300.000. 

## Incidentul „Merlin”
Parlamentul era total lipsit de entuziasm în privința noului război. Regele a încercat să incite opinia publică din Anglia împotriva neerlandezilor prin crearea unui incident serios. Lordul Arlington a rezumat această intenție: „Treaba noastră este să o rupem cu ei, dar să aruncăm ruptura pe seama lor”. Bennet a trimis iahtul regal Merlin, cu soția lui Temple, Dorothy Osborne, la bord, la 24 august 1671 să navige prin mijlocul flotei neerlandeze ancorată lângă Brielle pentru întreținere. Navele neerlandeze și-au coborât imediat steagurile în semn de salut, după cum era stipulat prin tratat, dar au refuzat să salute prin lovituri de tun cu fum alb, deoarece nu considerau că Merlin este o navă de război cu adevărat. Carol i-a cerut noului ambasador de la Haga, intrigantul George Downing,, să ceară pedepsirea amiralilor responsabili, lucru refuzat însă de Statele Generale ale Țărilor de Jos. La începutul anului 1672 Downing a trebuit să fugă din Haga temându-se pentru viața sa, după ce anterior se făcuse extrem de urât de către populația neerlandeză ca ambasador în războiul precedent. Mai degrabă simpatizant cu neerlandezii, Temple a remarcat lui Carol că atât el cât și nevasta sa au avut onoarea de a fi devenit instrumente de osândă pentru neerlandezi.
Deși De Witt se încredea mai degrabă  în repetatele asigurări diplomatice ale francezilor și englezilor cum că nu se pregătea nici o invazie, mulți politicieni și militari neerlandezi au interpretat activitățile diplomatice franceze din principatele germane, pregătirea flotei engleze și ridicarea unor mari armate ca semne clare ale unui război iminent. În ciuda tinereții sale, la 25 februarie 1672 Wilhelm al III-lea a fost numit Căpitan-General al armatei confederate neerlandeze. Rivalitățile politice interne și nesiguranța asupra strategiei francezilor au împiedicat stabilirea unei puternice armate de câmp; majoritatea celor 83.000 de soldați (70.700 infanterie și 12.710 cavalerie în iunie 1672) era repartizată în fortărețe.  În vreme ce Republica Neerlandeză era astfel slab pregătită pentru o campanie pe uscat, avea o situație mai favorabilă pe mare, în ciuda faptului că Statele Generale au decis să limiteze bugetul marinei la 4.776.248 guldeni (mai puțin decât proiectul inițial de buget de 7.893.992 guldeni) pentru a nu-i provoca pe englezi.
După ce a distrus grosul flotei engleze la Chatham, din 1667 flota neerlandeză era cea mai puternică din lume. Până în 1672 englezii au reușit ajungă din nou la paritate, înlocuind navele mari pierdute în timp ce neerlandezii au construit puține nave iar una dintre cele cinci amiralități autonome, cea din Friesland, nu putea să contribuie cu prea multe nave  deoarece acea provincie a fost atacată de Münster. Succesul flotei neerlandeze se datora mai ales standardelor de antrenament îmbunătățite. În marile bătălii din 1666 neerlandezii încă nu se obișnuiseră cu noile nave de război, mult mai mari, iar comandanții au făcut atunci câteva greșeli tactice costisitoare. În plus, conflictul personal dintre amiralii Michiel de Ruyter și Cornelis Tromp a afectat unitatea flotei. De Ruyter s-a folosit de vara anului 1671 pentru a executa multe manevre de antrenament folosind linia de bătaie, perfectând focul artileriei și instaurând un nou nivel de coerență și disciplină. Prin urmare, în 1672 Republica se afla la apogeul puterii sale navale. În Marina Engleză, însă, amiralul Edward Spragge devenise invidios pe comandantul suprem, Prințul Rupert al Rinului. De asemenea, Spragge a rupt formația în două bătălii diferite pentru a se duela cu inamicul său personal, Tromp, după ce a jurat că îl va ucide pentru că i-a insultat soția. Cooperarea dintre marinele engleză și cea franceză a fost proastă, plină de neînțelegeri și de suspiciuni.
Carol intenționase să-l facă pe Wilhelm supusul său ridicându-l de la o poziție neimportantă la cea de conducător nominal, asigurându-se de dependența acestuia față de regele englez. Amenințarea invaziei a avut însă efectul neprevăzut de a întări poziția lui Wilhelm. Dându-și seama deja de intențiile lui Carol, în ianuarie 1672 Wilhelm a încercat să profite de puterea sa mărită oferindu-i Angliei alianța Republicii Neerlandeze.  În schimb, Carol ar fi trebuit să ceară Statelor Generale să îl numească pe Wilhelm stadhouder și să rupă alianța cu Franța. Însă Carol nu a acceptat această propunere; fără amenințarea invaziei franceze, nu putea spera ca neerlandezii să i se supună.
La fel cum s-a întâmplat și în conflictul precedent, englezii au încercat chiar dinainte să declare război să intercepteze flota neerlandeză de Smyrna, un convoi anual cu nave comerciale neerlandeze care naviga din Levant sub escorta unei flotile pentru a-l proteja de corsarii barbari. La 22 (S.V. 12) martie 1672 amiralul Robert Holmes a atacat convoiul în Canalul Mânecii, dar a fost respins de către Cornelis Evertsen cel mai Tânăr, capturând doar un număr limitat de nave.

## Invazia

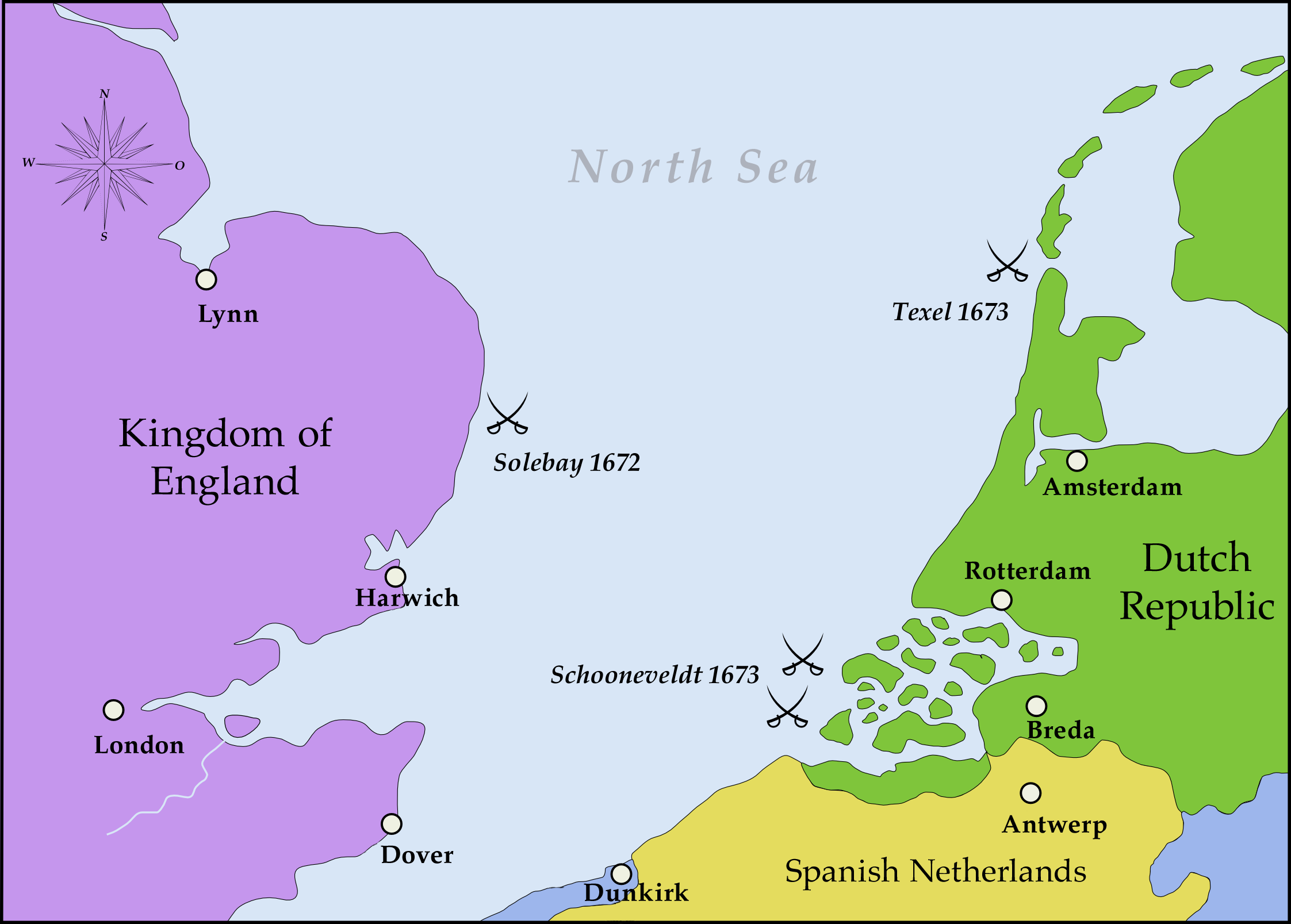
Locaţia bătăliilor Celui de-al Treilea Război Anglo-Neerlandez: Solebay în Vest, Schooneveld în Sud și Texel în Nord.

Conform Tratatului de la Dover, Anglia s-a alăturat Franței declarând război la 7 aprilie 1672, la o zi după declarația franceză din 6 aprilie, invocând ca pretext incidentul Merlin. Datorită unui sistem nou de baze înaintate de aprovizionare proiectat de Marchizul de Louvois, armata franceză a avansat surprinzător de repede. La 7 mai o armată franceză de 130.000 de soldați (118.000 infanterie și 12.500 cavalerie), acompaniată în mod excepțional de însuși Ludovic al XIV-lea, a mărșăluit într-o singură lună prin Liège, trecând pe lângă fortăreața neerlandeză de la Maastricht, a avansat de-a lungul Rinului, a cucerit cele șase fortărețe de pe Rin din Cleves apărate de garnizoane neerlandeze, iar la 12 iunie a trecut Rinul Inferior în Betuwe, invadând astfel Republica și flancând astfel Linia Ijssel.   Drept rezultat, provincia Overijssel și-a retras trupele din armata neerlandeză de câmp deja mică pentru a-și proteja propriile orașe; curând după aceasta, provincia a capitulat în fața lui Bernhard von Galen, prințul-episcop de Münster, care a mărșăluit apoi spre Nord pentru a ocupa Drenthe și a asedia Groningen.

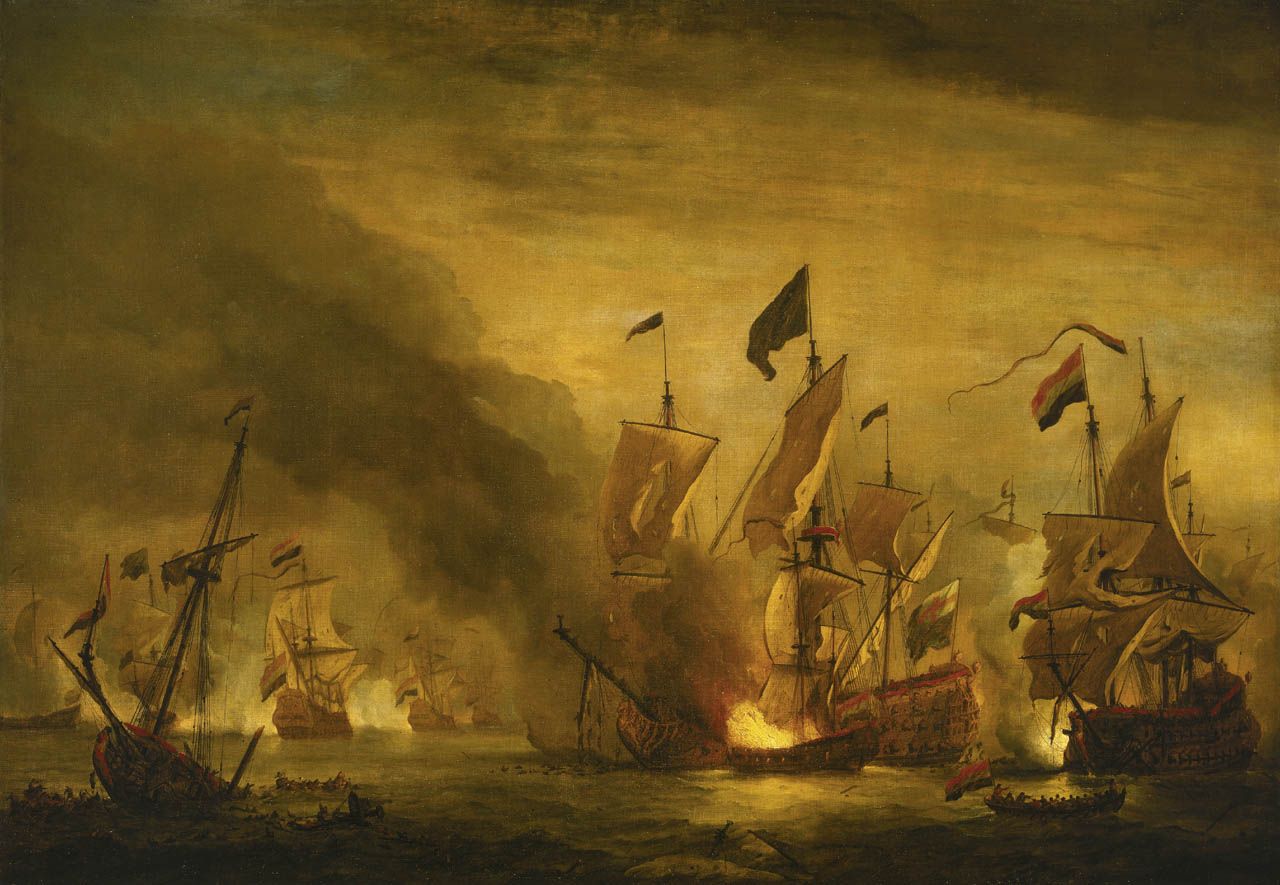
Incendierea lui Royal James în Bătălia de la Solebay, 7 iunie 1672, tablou de Willem van de Velde cel Tânăr. Nava amiral a lui De Ruyter De Zeven Provinciën apare în stânga pe fundal luptând de aproape cu vice-amiralul Escadrei Albastre, Sir Joseph Jordan pe Royal Sovereign. Nava din dreapta lui Royal James arzând este cea a vice-amiralului Johan de Liefde.

Wilhelm al III-lea a fost nevoit să se retragă la Utrecht doar cu 9.000 de soldați, dar orășenii au refuzat să pregătească orașul pentru apărare. În schimb ei au deschis porțile pentru armata franceză, pentru a evita asediul. Wilhelm s-a retras apoi în spatele Liniei de Apă Neerlandeze, o inundare intenționată pentru a proteja inima provinciei Olanda, dar inundațiile încă nu erau finalizate, fiind ordonate de Statele Olandei abia la 8 iunie și întârziate de sate reticente să lase apa să le distrugă proprietatea.
Între timp a avut loc prima bătălie pe mare. După declarația de război a englezilor, Statele Generale au mărit bugetul marinei cu 2.2 milioane guldeni. Căutând să obțină o victorie navală decisivă, De Witt a stabilit o strategie agresivă și l-a trimis pe De Ruyter cu misiunea de a distruge flota aliată. La 7 iunie acesta a surprins flota anglo-franceză în timpul reaprovizionării pe costa engleză; a fost salvată de la o înfrângere severă în Bătălia de la Solebay printr-o schimbare subită a vântului, lăsându-l pe De Ruyter fără avantajul vântului. Cu toate acestea, daunele cauzate, inclusiv moartea amiralului Edward Montagu, conte de Sandwich, au fost atât de mari încât aliații au fost împiedicați să mai execute vreo campanie navală majoră pentru restul sezonului, cu excepția unei încercări eșuate de a intercepta Flota Mirodeniilor ce se întorcea din Indiile de Est. O blocadă a coastei neerlandeze a eșuat. Fratele lui Johan de Witt, Cornelis de Witt, a însoțit flota pentru ca regimul republican să împărtășească din glorie, dar evenimentele de pe uscat au anulat acest efect.
Apariția subită a unei armate ostile în inima Republicii a cauzat panică generală. La 14 iunie Statele Olandei au decis să ceară condiții de pace de la Franța și Anglia. Acest lucru l-a convis pe Ludovic că războiul era deja căștigat și, la sfatul lui Louvois, a început negocieri pentru a ajunge la un tratat cât mai favorabil posibil pentru Franța.  Populația orașelor s-au revoltat, socotind regimul republican responsabil pentru dezastru și cerând ca Prințul de Orania să preia guvernarea. Majoritatea consiliilor orășenești au devenit orangiste sau au fost înlocuite sub amenințarea forței cu partizani orangiști.  Carol al II-lea a sprijinit întotdeauna facțiunea orangistă; acum aceștia l-au răsplătit acuzând facțiunea republicană de trădare și cedare a teritoriului național Franței și descriindu-l pe Carol ca fiind singurul om capabil și dornic să îi salveze pe neerlandezi de subjugarea francezilor. În istoria neerlandezilor anul 1672 este annus horribilis, devenind ulterior cunoscut ca Anul dezastrelor (Rampjaar). O zicală neerlandeză a apărut atunci pentru a descrie situația: Redeloos, radeloos, reddeloos, cu înțelesul: (poporul era) „fără speranță” , (autoritățile erau) „fără idee” , (țara era) „fără salvare” .
În ciuda atitudinii generale defetiste, situația nu era imediat disperată precum credea populația. De Witt a presupus cu bună știință că interesele conflictuale ale Angliei și Franței vor impedica cooperarea lor efectivă. Ceoi doi regi motivați de o dorință comună de răzbunare și-au lăsat diferendele deoparte atât timp cât obiectivul comun imediat de a umili Republica nu a fost atins. Acum că a fost realizat, fiecare a început să se îngrijoreze că celălalt va beneficia prea mult din război; niciunul nu ar fi permis aliatului său să domine complet Republicia și uriașele sale active comerciale. Când o delegație neerlandeză a sosit cerând pace, Ludovic a revendicat doar Delfzijl, de departe cel mai puțin important dintre porturile dorite de Carol pentru sine. Totuși, când i-au fost oferite fortărețele sudice alre Republicii (a căror posesie franceză ar fi lăsat Țările de Jos Spaniole fără apărare) și 10 milioane de guldeni, el a refuzat. Știind că delegația nu avea voie să facă concesii cu privire la religie și la integritatea teritorială a provinciilor înseși (fortărețele sudice și orașele Breda, Hertogensboch și Maastricht erau în Teritoriile Generale), Ludovic a cerut, pe lângă 20 milioane de guldeni și o ambasadă anuală a Statelor Generale care să își ceară scuze în fața sa pentru perfidia lor, ori libertate religioasă pentru catolici ori suveranitatea asupra provinciilor Utrecht și Guelders, singurul său motiv fiind de a-i umili și mai mult pe neerlandezi.  Dar nu și-a continuat avansul militar, de frică să nu îi arunce pe neerlandezi în brațele lui Carol.

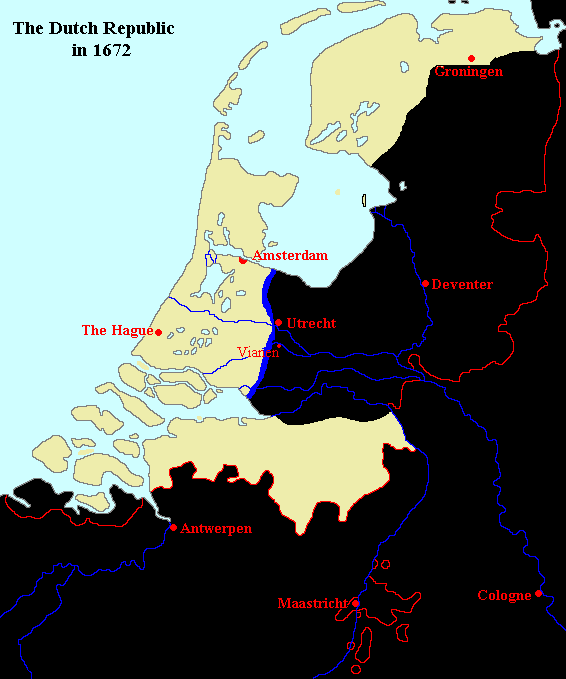
Teritoriile neerlandeze în vara 1672, în verde

Ludovic a așteptat în timpul în care delegația s-a întors pentru a cere instrucțiuni noi, operație care urma să dureze o vreme datorită naturii descentralizate a administrației neerlandeze; toate consiile orașelor trebuiau consultate asupra problemei. Între timp apa a umplut treptat polderele din linia de apărare. La 7 iulie inundațiile erau finalizate și provincia Olanda era la adăpost de orice viitor avans francez. Ludovic nu s-a îngrijorat de această barieră, concentrându-se în întregime pe Amsterdam. Deoarece o încercare anterioară de a captura orașul printr-un asalt supriză cu cavalerie a eșuat, el a decis în orice caz să evite un asediu scump și inevitabil foarte noroios așteptând până la iarnă. Se aștepta ca trupele sale să fie capabile să avanseze pe gheață, lucru ușor de sperat în Mica Eră Glaciară. Lăsând forța principală în spate, Ludovic s-a întors în Franța la 26 iulie, luând cu el 18.000 de soldați și eliberând 20.000 de prizonieri neerlandezi, pentru a evita să plătească întreținerea lor.

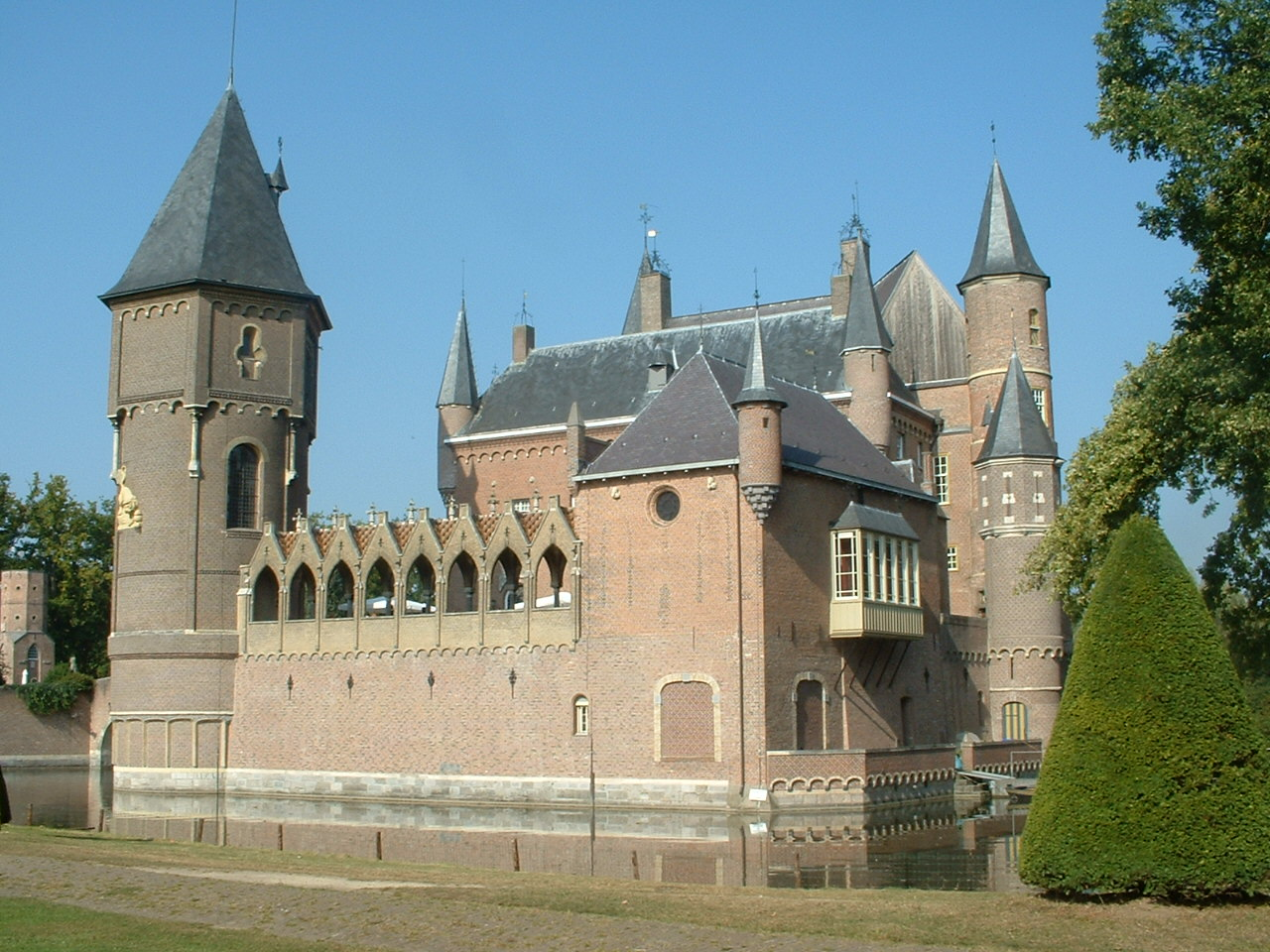
Castelul Heeswijk, unde a fost semnat Acordul de la Heeswijk

La 4 iulie Wilhelm al III-lea a fost numit stadhouder al Olandei iar la 16 iulie stadhouder al Zeelandei. La începutul lunii iulie Carol al II-lea a decis să își asigure partea sa de pradă și l-a trimis în Republică pe Lordul Arlington, unul dintre puținii politicieni englezi care cunoștea Tratatul de la Dover, împreună cu Ducele de Buckingham pentru a stabili condițiile de pace. Arlington a debarcat la Brielle însoțit de un grup de orangisti neerlandezi exilați și a călătorit la Wilhelm la statul major din Nieuwerbrug. A fost aclamat pe drum de mulțimi de neerlandezi care credeau că a venit să promită sprijinul Angliei împotriva Franței.  Sosind la 5 iulie, el i-a adus lui Wilhelm vestea bună cum că Carol insista ca nepotul său să fie făcut Prinț Suveran al Olandei. Totul ar fi fost bine pentru neerlandezi, dacă Wilhelm ar accepta o pace echitabilă, incluzând plata a 10 milioane guldeni Angliei pentru eforturile ei, plata unei sume anuale de £10.000 pentru drepturile de a pescui în Marea Nordului, și restaurarea clauzelor Tratatului de la Nonsuch din 1585 asupra porturilor Brielle, Sluys și Vlissingen ca fiind garanții în mâinile englezilor. Departe de a-l găsi pe Wilhelm recunoscător unchiului său că l-a adus la putere, Arlington a descoperit curând că stadhouderul a fost scandalizat de aceste cereri, prințul pierzându-și în mod neobișnuit cumpătul în public. Acesta a urlat la el că mai degrabă "ar muri de o mie de ori decât să accepte aceste condiții". În schimb Arlington a amenințat statul neerlandez cu anihilarea totală dacă Wilhelm nu se va conforma; în cele din urmă întâlnirea s-a transformat într-o ceartă și Arlington a plecat fără să obțină nimic. A mers ulterior la Heewsijk, statul major al armatei franceze care asedia în zadar Hertogensboch, unde la 16 iulie a încheiat cu francezii Acordul de la Heeswijk, fiecare parte aceptând o listă comună minimală de cereri și promițând să nu încheie niciodată pace separată. Wilhelm a refuzat aceste cereri la 20 iulie.
La 18 iulie Wilhelm a primit o scrisoare de la Carol, scrisă pe un ton foarte moderat, în care regele pretindea că întreaga campanie era îndreptată numai împotriva regimului republican și că singurul obstacol din calea păcii era influența continuă a facțiunii lui De witt. Wilhelm a răspund oferindu-i drepturile asupra heringilor, £400.000, Sluys și Surinam; în schimb Carol urma să-l facă Prinț Suveran și să încheie o pace separată. Pierzându-și răbdarea, Carol i-a răspuns acuzându-l pe Wilhelm  că este nerezonabil de încăpățânat și că complotează pe la spatele lui cu politicienii din Partidul Țării (viitorii Whigs). 
De Witt trebuise să demisioneze din funcția de Mare Pensionar după ce fusese rănit într-o încercare de asasinat în iunie. Fratele său Cornelis fusese arestat pentru acuzații false că ar fi complotat să îl ucidă pe Wilhelm. La 15 august stadhouderul a publicat scrisoarea lui Carol pentru a incita și mai mult populația împotriva lui De Witt. Au izbucnit mai multe revolte; la 20 august Johan de Witt și-a vizitat fratele în închisoare; cu această ocazie au fost amândoi uciși de o miliție civilă orangistă care fusese instruită de Tromp, amiralul orangist. Puterea lui Wilhelm era acum asigurată de pericolele interne. 
În acest punct al războiului aliații se aflau într-o poziție ciudată. Dacă Bătălia de la Solebay nu ar fi avut loc, ar fi putut să forțeze populația neerlandeză să capituleze prin foamete, aceasta fiind dependentă de importurile de grâne din Marea Baltică. Acum nu aveau nici o strategie de a încheia războiul; puteau doar aștepta sperând că neerlandezii vor înțelege în final că situația lor era fără ieșire și să capituleze. Între timp propria lor situație s-a deteriorat. Războiul era foarte costisitor și mai ales Carol avea mari probleme în a plăti pentru el. Münster era într-o situație și mai grea; în august a trebuit să abandoneze asediul Groningenului. Până la sfârșitul anului 1672 neerlandezii au recucerit Coevorden și au eliberat provincia Drenthe, lăsându-i pe aliați în controlul a doar 3 din cele 10 suprafețe provinciale neerlandeze (deși doar 7  aveau statutul de provincie cu drepturi egale). Liniile de aprovizionare ale armatei franceze erau periculos de extinse. În toamna anului 1672 Wilhelm a încercat să le taie, traversând Țările de Jos Spaniole prin Maastricht prin marșuri forțate și a atacat Charleroi, atunci un oras francez de frontieră apropiat de liniile de aprovizionare prin Liège.
În plus față de dificultățile aliaților, deși i-au promis lui Ludovic că vor rămâne neutre, statele germane au devenit foarte îngrijorate de succesul francez și mai ales de refuzul acestuia de a se retrage din Ducatul de Cleves. La 25 iulie împăratul Leopold I a încheiat la Haga un tratat defensiv cu Republica și, împreună cu Brandenburg, a cărei dependință era Cleves și care se declarase el însuși aliat neerlandez la 6 mai, a trimis o armată de 40.000 soldați pe Rin. Deși această forță nu i-a atacat pe francezi, prezența ei a fost de ajuns pentru a o atrage spre Est pentru a o contracara.  După un îngheț sever, la 27 decembrie Ducele de Luxembourg a început să traverseze gheața de pe Linia de Apă cu 8.000 de oameni, sperând să jefuiască Haga. Un dezgheț brusc i-a tăiat forțele în jumătate și el abia a scăpat cu restul oamenilor înapoi la liniile franceze.

## 1673
În iarna 1672-1673 francezii nu au reușit să traverseze Linia de Apă pe gheață, impiedicați de mai multe dezghețuri și de companii speciale de marinari neerlandezi echipate cu patine, organizate de locotenentul-amiral temporar Johan de Liefde. În primăvară încerăcile de a deseca partea de nord a Liniei sau de a o traversa pe plute au eșuat și ele.  Atacul dinspre est dovedindu-se impracticabil, activitățile Marinei Regale Engleze au avut mult mai multă importanță. A primit ordinele de a coopera cu o escadră franceză pentru a bloca coasta neerlandeză și, dacă se poate, să execute o debarcare pe ea, cucerind Republica dinspre Vest. Nu era foarte clar cum ar trebui îndeplinită această misiune. Spre deosebire de flota neerlandeză, cea engleză nu avea experiență în debarcări de trupe. Prin urmare se spera capturarea prin asalt a vreunui port neerlandez, în ciuda lipsei informațiilor recente suficiente asupra bancurilor periculoase mereu schimbătoare.
Înainte să poată realiza acest lucru, aliații trebuiau să învingă flota neerlandeză. Pentru a speria populația neerlandeză cu privința invaziei, englezii au creat intenționat impresia că nave de transport cu armata îmbarcată în ele navigau imediat în spatele flotei de război, dar în realitate forța de invazie (la 10.000 soldați de fapt destul de mică) a fost lăsată la Great Yarmouth pentru a fi transportată doar după ce va fi obținut controlul total al mării.  Francezii au oferit puțin ajutor în această situație; au primit ordine secrete clare de la Ludovic să prioritizeze întotdeauna supraviețuirea navelor lor și să îl informeze personal despre cunoștințele pe care le-au obținut observând tacticile englezilor și ale neerlandezilor. Acest lucru a însemnat că marina franceză considera campania înainte de toate o mare oportunitate de învățare; urma să fie foarte instructivă.

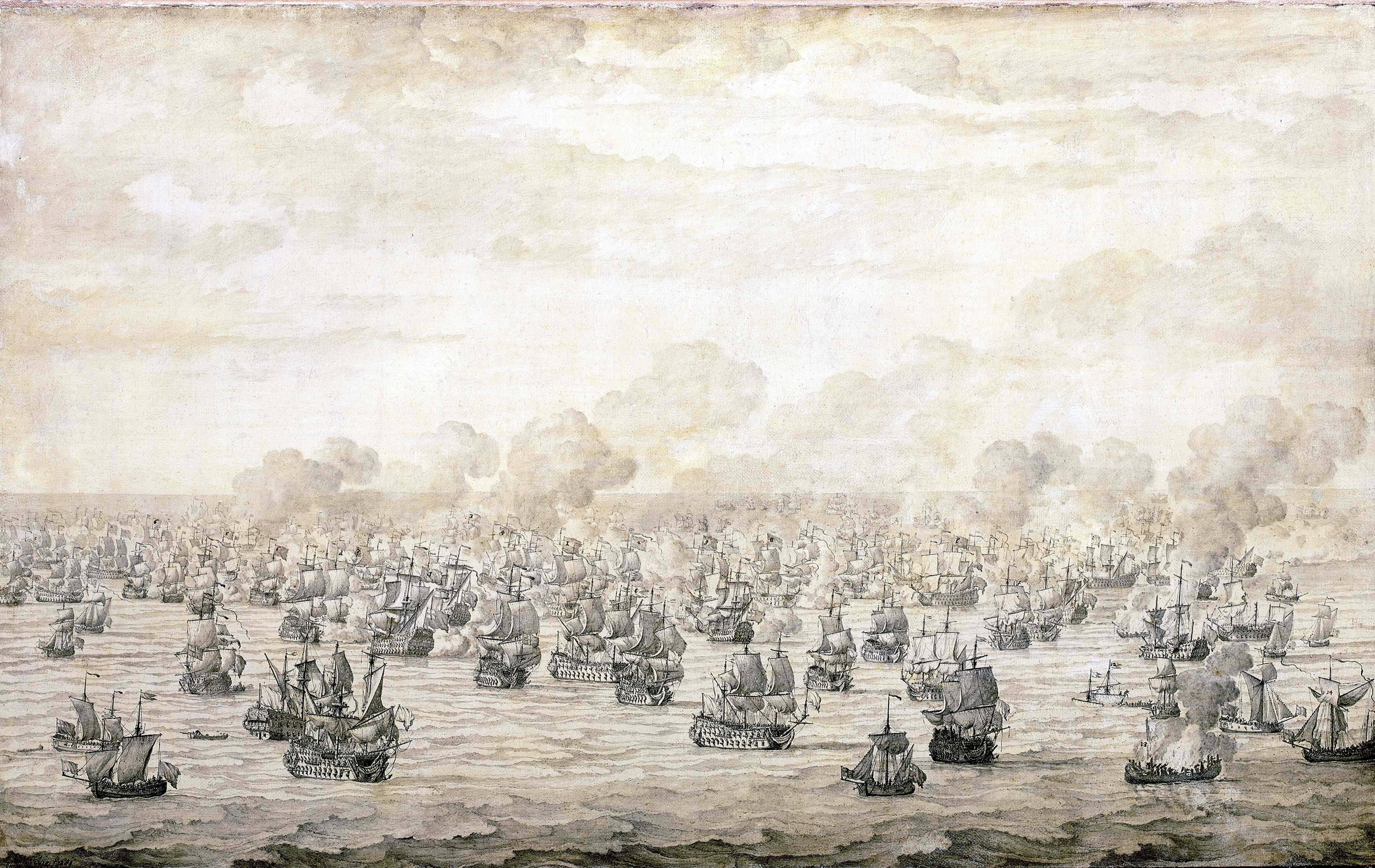
Prima bătălie de la Schooneveld, 7 iunie 1673 tablou de Willem van de Velde ce Bătrân, pictat c.1684.

În luna mai Rupert a avansat către coasta neerlandeză cu forțe superioare; De Ruyter a ocupat o poziție defensivă la Schooneveld.  Rupert a încercat să învăluiască flancul mai micii flote neerlandeze sperând să o oblige să se refugieze în fortăreața navală de la Hellevoetsluis, unde ar fi putut fi blocată destul timp până ce flota de transport ar fi adusă pentru a lua cu asalt ori Brielle în Olanda ori Vlissingen pe insula Walcheren în Zeelanda. Însă De Ruyter a atacat, declanșând Prima Bătălie de la Schooneveld. În Bătălia de la Solebay din anul precedent, la apropierea flotei neerlandeze escadra franceză a navigat în direcția opusă flotei engleze. Pentru a contracara acuzațiile englezilor că au făcut acest lucru intenționat pentru a-i lăsa pe englezi să ducă greul luptei, francezii formau acum escadra centrală.  Atunci când s-a format o gaură în linia franceză De Ruyter a virat deodată cu propriul centru și a trecut prin ea. După o vreme francezii au dezaganjat lupta (mai târziu scriind rapoarte entuziaste lui Ludovic ca fiind onorați să fie martori geniului tactic arătat de De Ruyter cu această manevră) expunând ariergarda aliată încercuirii de către centrul și ariergarda neerlandeze. Observând pericolul, Spragge, comandantul ariregardei engleze, și-a abandonat restul escadrei și a mers cu divizia sa în căutarea lui Tromp, care era atacat în mod ezitant de avangarda lui Rupert, temător de bancurile necunoscute. Fiind astfel depășită de manevre și divizată, flota aliată a reușit să se reunească doar pentru că De Ruyter a decis să nu își asume riscuri nenecesare și să îl ajute pe Tromp; dar dezordinea a persistat atât de mult, încât aliații au trebuit să se retragă la venirea nopții.
După acest pas înapoi, Rupert nu mai știa cum să continue campania; nu mai îndrăznea să se aventureze din nou în Schooneveld și putea spera doar să îi atragă pe neerlandezi afară. Era totuși atât de convins că De Ruyter nu își va părăsi poziția ideală de apărare, încât flota aliată a fost luată pe nepregătite atunci când flota neerlandeză reaprovizionată a atacat la 14 iunie, pornind A doua bătălie de la Schooneveld. În ultimul moment Rupert a decis să schimbe ordinea escadrelor, cauzând atât de mult haos în flota aliată încât neerlandezii și francezii au fost prea uimiți ca să aganjaze lupta de aproape. Spragge s-a folosit de această dezordine pentru a-l căuta din nou pe Tromp, dar fără succes. Foarte avariată și cu moralul zguduit, flota aliată s-a întors pe Tamisa pentru reparații.
La sfârșitul lunii iulie Rupert a ieșit din nou în larg, încercând să atragă flota neerlandeză spre Nord, simulând o încercare de desant la Den Helder. Inițial De Ruyter a decis să nu își părăsească poziția din Schooneveld, dar a primit ordin de la Wilhelm al III-lea să o facă pentru a evita capturarea Flotei Indiilor de Est, încărcată cu mirodenii și bogății. Pierderea acestei flote ar fi permis englezilor să continue războiul, rezolvând lipsa fondurilor lui Carol al II-lea. A rezultat Bătălia de la Texel. Ambele părți și-au aruncat în luptă toate forțele, căutând un rezultat decisiv; chiar și francezii au luptat din greu, dar pentru a patra oară s-au lăsat separați de flota engleză. Spragge a rupt formația pentru a doua oară pentru a se duela cu Tromp; de această dată și-a pierdut viața.  După ce și-au provocat daune enorme, ambele flote s-au retras. Această remiză tactică a fost o victorie strategică completă pentru neerlandezi, chiar dacă câteva nave din Flota Mirodeniilor au căzut în cele din urmă în mâinile aliaților. Campania reușită de a respinge atacurile unei flote mult superioare pentru a-și salva patria a fost pentru De Ruyter apogeul carierei sale, așa cum englezii au remarcat: Ducele de York a concluzionat între amirali că el era cel mai mare care a fost până acum pe lume. Englezii au trebuit să abandoneze planurile unei invazii de pe mare și marile costuri cu reparația flotei au supărat Parlamentul.
Per total, războiul a fost departe de a fi profitabil. În conflictele precedente Anglia câștigase mari bogății prin intreprinderi privatiere; în acest război corsarii neerlandezi au capturat mai multe nave engleze decât au făcut aceștia (peste 550 nave comerciale; 2.800 nave dintre toți aliații). Fiind conștienți că războiul era dus de nobili englezi și francezi care-i disprețuiau pe neerlandezi ca pe o nație de mâncători de brânză, cel puțin trei privatieri au navigat cu numele de Getergde Kaasboer (Mâncător de brânză Provocat). Englezii au eșuat în a blocat coasta neerlandeză și au fost la rândul lor blocați în comerțul vital din Marea Baltică cu lemn și catran. Recapturarea New York-ului (fostul Noul Amsterdam) în 1673 de către neerlandezi și pierderea Insulei Sfânta Elena nu au avut importanțe financiare mari, dar au lovit în reputația englezilor. În Extremul Orient, la 1 septembrie 1673 o flotă a Companiei Neerlandeze a Indiilor de Est de 13 nave comandate de Cornelis van Quaelbergen a învins la Masulipatam o escadră a Companiei Engleze a Indiilor de Est de 10 nave comandate de William Basse, capturând două nave și scufundâd o a treia. Daunele materiale au creat o presiune morală în privința justificării războiului; John Evelyn scria deja după Solebay: pierderea lordului meu Sandwich este dublă pentru mine, ca și nebunia de a hazarda o flotă atât de curajoasă, și de a pierde atât de mulți oameni buni, pentru nici o provocare din lume alta decât invidie pentru că neerlandezii ne depășesc în industrie și în toate lucrurile. În noiembrie 1673 Parlamentul a votat să nu îi acorde lui Carol un buget de război pentru 1674.
Între timp și evenimentele din războiul de pe uscat au devenit foarte nefavorabile lui Carol al II-lea. Scopul suprem al francezilor și rațiunea adevărată al acestui război a fost de a cuceri Țările de Jos Spaniole. Această cucerire ar fi fost foarte dăunătoare poziției strategice a Angliei: dacă provincia Olanda ar fi capitulat francezilor, francezii ar fi controlat întreaga coastă din fața Angliei, așa cum vor reuși să o facă în sec XIX în timpul războaielor napoleoniene.  Din acest motiv Carol și-a rezervat în Tratatul de la Dover dreptul de a veni în ajutorul Țărilor de Jos Spaniole dacă interesele lui i-ar dicta astfel; Ludovic al XIV-lea a trebuit să-și amâne planurile din regiune până la încheierea afacerii neerlandeze. Acum că s-a ajuns la un impas, răbdarea lui Ludovic a ajuns și ea la capăt. În cele din urmă tentația de a lua în posesie Țările de Jos Spaniole în timp ce ele erau atât de vulnerabile a devenit prea mare. El și-a concentrat atenția mai multe pe această zonă, mai întâi prin capturarea fortăreței Maastricht în iulie 1673, în care brigada lui Monmouth a jucat un rol onorabil. Deși această cucerire ar fi putut fi justificată ca îmbunătățind situația aprovizionării armatei franceze din Nord, potențialul ei ca punct de plecare pentru o campanie flamandă nu a fost scăpat din vedere de spanioli.
La 30 august 1673 Republica, Imperiul, Spania și duce Carol IV de Lorena (care își dorea înapoi ducatul ocupat de Ludovic) au încheiat Cvadrupla Alianță, iar Wilhelm s-a arigurat că negocierile de pace cu Franța ținute la Colonia au eșuat.  În noiembrie Bonn a fost luat de forțele aliate comandate de Wilhelm; asta i-a forțat pe francezi să abandoneze aproape tot teritoriul neerlandez ocupat, cu excepția orașelor Grave și Maastricht. O victorie franceză finală asupra neerlandezilor părea la acest moment neplauzibilă; războiul s-a schimbat într-unul despre dominarea Flandrei și în această chestiune interesele naturale ale Angliei se opuneau celor ale Franței. Noua situație internațională a fost un puternic considerent pentru decizia Parlamentului de a refuza fonduri, dar evenimentele interne au fost decisive.
Tratatul de la Dover nu era îndreptat numai împotriva Republicii Neerlandeze dar și împotriva dominației protestantismului în Anglia; Carol i-a promis lui Ludovic că va încerca să îi pună capăt. Prin urmare la 25 martie 1672(stil vechi) el a emis Declarația Regală de Indulgență, ca prim pas către tolerața religioasă completă. Parlamentul a fost șocat de această declarație, dar inițial nu a făcut legătura cu alianța franceză; în februarie 1673 a votat fonduri de război noi pentru alianță în schimbul suspendării Indulgenței (și a emiterii Legii Testului in martie), fără să vadă încă nici o contradicție în astfel de politici.  Dar acest lucru a început să se schimbe. Pierre du Moulin, fostul secretar al lui Arlington, a început să lucreze pentru Wilhelm al III-lea după ce a fugit în Republică; în vara anului 1673 el a exploatat frica populației engleze declanșând o campanie de propagandă, folosind unul dintre bunurile cel mai de preț ale neerlandezilor: cea mai mare capacitate de printare din lume. Curând Anglia a fost inundată cu zeci de mii de pamflete acuzându-l pe Carol că vrea să facă țara catolică din nou în conspirație cu regele francez. Campania a avut un succes complet, convingând poporul englez că acest plan chiar exista.  A fost ajutat foarte mult de decizia fratelui regelui, Iacob duce de York, să renunțe la poziția de Înalt Lord Amiral, care a fost interpretat corect ca semn că Iacob devenise în secret catolic și că prin urmare nu putea abjura doctrina transubstanțierii, așa cum cere Legea Testului să o facă toți oficialii. În septembrie 1673 Iacob s-a căsătorit cu catolica Maria de Modena, o tânără frumoasă aleasă special pentru el de către Ludovic al XIV-lea. Deoarece Carol nu avea nici un copil legitim, această căsătorie aducea posibilitatea ca o dinastie catolică să conducă Anglia în viitor.
Reacționând la schimbarea atitudinii publicului, schimbare pe care a observat-o în timpul călătoriei sale în Republică în 1672, Buckingham a început să destăinuie Tratatul de la Dover multor colegi politicieni, și Arlington i s-a alăturat curând. Astfel în scurt timp propriul cabinet al lui Carol, Ministerul Cabal, a trecut în partidul păcii cu neerlandezii; șocat de aceste revelații, Lordul Shaftesbury a început să ia în considerare înlăturarea în întregime a problematicii Case Stuart. Și-a îndemnat secretarul, John Locke, să dezvolte mai mult conceptele legale care vor sta ulterior la baza celor Două tratate de guvernare, care vor justifica Revoluția Glorioasă din 1688.
În această situație Carol al II-lea a considerat că a continua alianța cu Franța aducea o mare amenințare la poziția sa personală. El l-a informat pe ambasadorul francez Colbert de Croissy că spre regretul său a trebuit să pună capăt eforturilor de război ale Angliei. Prin consulul spaniol din Londra, Marchizul del Fresno, le-a transmis neerlandezilor că scopul său principal în război de a a-l instala pe nobilul său nepot ca stadhouder a fost atins, el nu se mai opunea încheierii unei păci trainice între cele două națiuni protestante surori, dacă unele mici indemnizații ar fi plătite. Inițial Statele Olandei se opuneau cererilor lui Carol: de vreme ce Anglia nu a obținut nimic în război, considerau că nu avea dreptul la nici o despăgubire. Mulți membri recunoșteau era spre satisfacția lor personală ca Anglia să sufere puțin mai îndelungat. Dar Wilhelm i-a convins că existau șanse să îl includă pe Carol într-un război contra Franței în cele din urmă, și că acest lucru trebuia luat în considerare înaintea unor mici chestiuni ca răzbunare, nedemne de înaltele lor funcții. În plus, Spania nu a declarat încă război Franței și era dispusă să o facă doar dacă Anglia va face pace, deorece se temea de atacurile englezilor asupra coloniilor sale americane.

## Al doilea Tratat de pace de la Westminster
La 4 ianuarie 1674 Statele Generale au redactat o propunere finală de pace. La 7 ianuarie un mesager neerlandez a sosit la Harwich, aducând cu sine două scrisori pentru consulul spaniol. Deși emisarul a fost imediat arestat de primarul orașului, scrisorile au fost trimise Lordului Arlington, care s-a grăbit să i le aducă lui Del Fresno în persoană; Arlington a fost la rândul său pus sub acuzare la 15 ianuarie de Sir Gilbert Gerard, membru al Camerei Comunelor, pentru înaltă trădare, deoarece prin acest act a demonstrat că se afla în tratative secrete cu inamicul. La 24 ianuarie consulul i-a înmânat scrisorile cu propunerea de pace lui Carol al II-lea, care a pretins a fi foarte surprins de aceasta. Această impresie a fost umbrită de faptul că regele a convocat în mod special Parlamentul, prorogat de el în noiembrie 1673, tocmai pentru acestă ocazie în aceiași zi. În discursul său către ambele Camere ale Parlamentului, regele a negat în mod solemn existența Tratatului de la Dover și apoi a citit propunerea de pace, spre marea satisfacție a membrilor, care la rândul lor au pretins a fi surprinși deși Parlamentul fusese informat dinainte de către neerlandezi de conținutul propunerilor. După mai multe zile de dezbateri, tratatul a fost aprobat de Parlament.
Această știre a fost primită cu mare bucurie de către populație. Carol și-a trimis propriul emisar în Olanda, acesta fiind primit de către Statele Generale la 1 februarie. În mesajul său Carol a anunțat acordul absolut între el și Parlament în privința păcii. La 5 februarie un emisar neerlandez a sosit la Londra, aducând răspunsul Statelor Generale. În aceiași zi Parlamentul l-a sfătuit pe rege să încheie o pace rapidă. O Comisie Regală a fost numită pentru a redacta textul final; Tratatul de la Westminster a fost semnat de către regele la 19 februarie 1674 (S.V. 9 februarie). A fost ratificat de către Lordul Păstrător al Sigiliului Regal la 10 februarie (stil vechi) prin folosirea Marelui Sigiliu; la 17 februarie (stil vechi) a fost proclamat public. A fost aprobat de Statele Olandei și a Frisiei de Vest la 4 martie și ratificat de Statele Generale la 5 martie. 
Tratatul stipula că New York (fosta Noua Olandă), capturată de Cornelis Evertsen cel mai Tânăr în 1673, redevenea o posesiune engleză, insulele Tobago,Saba, St. Eustatius și Tortola capturate de englezi în 1672, erau înapoiate neerlandezilor, iar Surinam, capturat de neerlandezi în 1667, rămânea colonia lor, confirmând status quo-ul din 1667. Neerlandezii plăteau o indemnizație de 2 milioane guldeni, plătibilă pe o perioadă de trei ani (compensând astfel subsidiile franceze). Neerlandezii confirmau drepturile englezilor de a fi salutați în al lor Dominium Marium, extins acum de la Capul Finisterre din Golful Biscayei la Stadlandet de pe coasta Norvegiei, cu condiția ca acest drept să nu împiedice nicidecum pescarii neerlandezi. Au fost reconfirmate condițiile Tratatului din 1668 cu privire la regularizarea comerțului și a transportului naval (în special în Indiile Orientale). În ciuda păcii, brigada lui Monmouth nu va fi retrasă din armata franceză și urma să îi fie permis să recruteze în Anglia până la sfârșitul Războiului Franco-Neerlandez. În aprilie 1674 Wilhelm a încercat să-și convingă unchiul să intre în război împotriva lui Ludovic al XIV-lea, dar nu a reușit. Până la sfârșitul Războiului Franco-Neerlandez în 1678, Carol a încercat să negocieze între cele două părți, uneori pretinzând că ia în considerare un război cu Franța, atunci când această poziție îi era benefică. În 1677 și-a forțat nepoata, Maria, fiica fratelui său Iacob, să se căsătorească cu Wilhelm al III-lea; acest lucru s-a dovedit a fi ulterior o cauză fundamentală a căderii de pe tron a fratelui său în 1688. În 1678 Carol al II-lea și Wilhelm al III-lea au încheiat o alianță defensivă împotriva Franței.

## Literatură
- Boxer, Charles Ralph. "Some Second Thoughts on the Third Anglo–Dutch War, 1672–1674." Transactions of the Royal Historical Society (Fifth Series) 19 (1969): 67-94.
- Hainsworth, David Roger, and Christine Churches. The Anglo-Dutch Naval Wars 1652-1674 (Sutton Pub Limited, 1998).
- Ogg, David. England in the Reign of Charles II (1936) pp 357–88.
- Jones, James Rees. The Anglo-Dutch wars of the seventeenth century (Routledge, 2013).
- Rodger, N. A. M. (2004). The Command of the Ocean: A Naval History of Britain 1649—1815. London: Penguin. ISBN 0-7139-9411-8.
- Troost, W. (2001). Stadhouder-koning Willem III: Een politieke biografie. Hilversum: Uitgeverij Verloren. ISBN 90-6550-639-X.
- Zwitzer, H. L. (1990). „The British and Netherlands armies in relation to the Anglo-Dutch alliance, 1688–1795”.  În Raven, G. J. A.; Rodger, N. A. M. Navies and Armies – the Anglo-Dutch Relationship in War and Peace 1688–1988. Edinburgh: John Donald. ISBN 0-85976-292-0.